# R-39 (Rakete)
Die R-39 „Rif“ ist eine U-Boot-gestützte ballistische Interkontinentalrakete (SLBM) aus sowjetischer Produktion. Der NATO-Code des Waffensystems ist SS-N-20 Sturgeon. Der GRAU-Index für den Raketenkomplex lautet D-19 und die Raketen tragen die Bezeichnung 3M65. In den START-Verträgen wird sie als RSM-52 Shetal aufgeführt.

## Entwicklung
Im Jahr 1971 begannen die ersten Studien zur Entwicklung einer neuen, schweren U-Boot-gestützten ballistischen Interkontinentalrakete mit Feststoffantrieb. Diese Rakete sollten die Hauptbewaffnung der zukünftigen U-Boote Projekt 941 „Akula“ (NATO-Bezeichnung: Typhoon-Klasse) werden. Die R-39 entstand als Reaktion auf die Entwicklung der Trident-Raketen in den USA. Im Jahr 1973 wurde dem Maschinen-Konstruktionsbüro Makejew der Entwicklungsauftrag erteilt. Die Entwicklung war gekennzeichnet von andauernden Problemen mit dem Feststoff-Raketenantrieb. Mehrmals musste der Entwurf überarbeitet werden. Im September 1977 fand der erste Versuchsstart statt. Der erste erfolgreiche Raketenflug erfolgte im Dezember 1980. Im Dezember 1981 erfolgte der erste Start ab dem U-Boot TK-208, einem Boot vom Projekt 941. Am 29. Juni 1984 wurde die R-39 formell in die Bewaffnung der sowjetischen Marine aufgenommen.
Die R-39 war die bislang größte und schwerste U-Boot-gestützte ballistische Interkontinentalrakete.

## Varianten
- R-39 Rif (RSM-52 Shetal): Initialversion mit 3M65-Rakete, eingeführt 1984.
- R-39U Rif-U (RSM-52M): 2. Serienversion eingeführt 1988. Mit 3M65M-Rakete mit erhöhter Präzision und verbesserten Sprengköpfen.
- R-39UTTCh Grom (RSM-52W Bark): Weiterentwicklung der R-39U mit verbesserter 3M91-Rakete. Nach vier missglückten Teststarts wurde das Programm eingestellt (NATO-Code: SS-NX-28).[5]

## Technik
Die 3M65 war eine dreistufige Interkontinentalrakete mit Feststoff-Raketentriebwerken. Die Stufen bestanden aus zwei Hauptantriebstufen und einer dritten Stufe mit dem Wiedereintrittskörperträger (engl. Post Boost Vehicle). Die Antriebsstufen waren übereinander angebracht und zündeten der Reihe nach. Die erste Stufe bestand aus der ersten 15D206-Antriebstufe der RT-23-Interkontinentalrakete. Die Hüllen der ersten beiden Antriebsstufen bestanden aus Komposit-Werkstoffen. Die Hülle der dritten Antriebsstufe bestand aus einer Titanlegierung. Die Raketen können aus dem aufgetauchten oder aus dem getauchten U-Boot, einzeln oder in einem Intervall von 15 Sekunden gestartet werden. Die 3M65-Rakete war an der Raketenspitze zusätzlich mit der Kokon-Startstufe ausgerüstet. Dieses bestand aus einem Ring mit Feststoff-Raketentriebwerken, welche axial über dem Raketenrumpf angeordnet waren. Diese Startstufe wurde gezündet, nachdem die Rakete mittels Gasdruck aus den Startsilos ausgestoßen worden war. Dieser Antrieb führte die Rakete an die Wasseroberfläche. Dabei erzeugte er eine Kavitationsgasblase, welche die fluiddynamische Beanspruchung auf der Raketenoberfläche verringerte. Die erste Stufe zündete unmittelbar nachdem die Rakete das Startsilo verlassen hatte. Nachdem die Rakete die Wasseroberfläche durchstoßen hatte, wurde die Kokon-Startstufe von der Raketenspitze abgesprengt und mittels Raketenantrieb aus der Flugbahn der Rakete befördert. Die Steuerung der 3M65-Rakete erfolgt in der ersten Flugphase mittels Trägheitsnavigationsplattformen. Nach dem Ausbrennen der ersten beiden Antriebsstufen (engl. boost phase) stieg die dritte Stufe mit dem Wiedereintrittskörperträger auf einer ballistischen Kurve weiter. Jetzt konnte dieser die letzten Positionsänderungen vornehmen. Die Steuerung in dieser Flugphase erfolgte mit einem elektrooptischen Astronavigation-System. Die 10 MIRV-Wiedereintrittskörper waren auf einem konzentrischen Ring rund um die Raketendüse der dritten Stufe angeordnet. Die Wiedereintrittskörper wurden in einer Sequenz, bei der der Träger zwischendurch jeweils Kurskorrekturen durchführte, auf ihre individuellen ballistischen Flugbahnen entlassen. Die Wiedereintrittskörper wogen je 185–255 kg und waren mit einem thermonuklearen Sprengkopf bestückt. Dieser hatte eine Sprengleistung von 100 kt und konnte in der Luft oder bei Bodenkontakt gezündet werden. Die Wiedereintrittskörper erreichten einen Streukreisradius (CEP) von 340–500 m. Infolge der relativ geringen Treffergenauigkeit konnte die SS-N-20 nur gegen sog. „weiche Ziele“ wie Bevölkerungszentren, Industriekomplexe, Hafenanlagen, Flugplätze und Eisenbahnknotenpunkte eingesetzt werden. US- und NATO-Experten sahen die SS-N-20 als eine effektive Zweitschlagswaffe, mit der aber auch ein erfolgreicher Erstschlag geführt werden konnte.

## Status
Insgesamt wurden sechs U-Boote der Typhoon-Klasse gebaut und mit jeweils 20 SS-N-20-Raketen bestückt. Die maximale auf U-Booten stationierte Anzahl SS-N-20 lag bei 120 Raketen im Jahr 1991. Im Rahmen der START-Verhandlungen wurden diese U-Boote 2005 stillgelegt. Die aus den U-Booten entnommenen Raketen wurden im Herstellerwerk demontiert, verschrottet und recycelt. Im Zuge der Aussonderung der R-39 starteten im Jahr 1997 die U-Boote TK-13 und TK-20 jeweils alle 20 Raketen in Salve. Die Raketen wurden nach einer bestimmten Flugzeit gesprengt und die Überreste stürzten ins Meer. Die letzte von den noch 151 vorhandenen R-39-Raketen wurde 2012 vernichtet.